# Leucopogon wheelerae
Leucopogon wheelerae är en ljungväxtart som beskrevs av Hislop. Leucopogon wheelerae ingår i släktet Leucopogon och familjen ljungväxter. Inga underarter finns listade i Catalogue of Life.